# Valide sultana

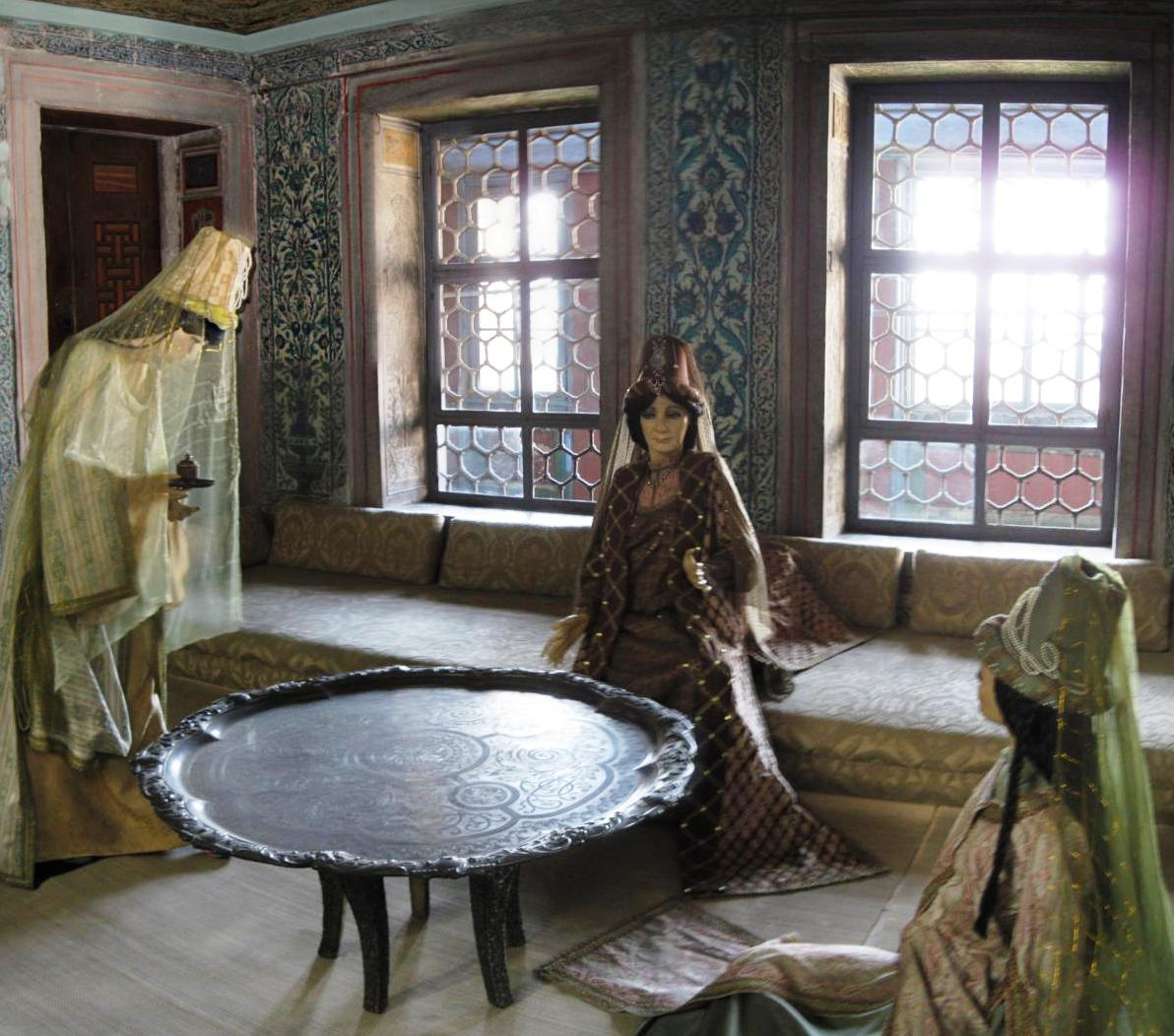
Representação da valide sultana e seus empregados no Palácio de Topkapı

Valide sultana (em turco otomano: والده سلطان; traduzido como "mãe do sultão" ou "sultana-mãe") era o título prendido pela "mãe legal" de um sultão que reinava o Império Otomano. O título foi usado pela primeira vez no século XVI por Hafessa Sultana, consorte de Selim I e mãe de Solimão, o Magnífico, substituindo o título anterior de mehd-i ülya ("berço do grande"). Normalmente, este título era usado pela mãe viva de um sultão reinante. As mães que morreram antes da ascensão de seus filhos ao trono nunca receberam o título de valide sultana. Em casos especiais, havia avós e madrastas de um sultão reinante que assumia o título.